# Summer Walker
Summer Walker est une chanteuse américaine, née le 11 avril 1996 à Atlanta. Sa première mixtape Last Day of Summer est sorti le 19 octobre 2018. Son premier album, Over It, sort le 4 octobre 2019 et se classe à la deuxième position du Billboard 200. En 2021, elle publie son deuxième album, Still Over It qui arrive en tête de liste sur le palmarès Billboard 200. Elle a signé sur les labels LoveRenaissance et Interscope Records.

## Biographie

### Jeunesse
Summer Walker est née le 11 avril 1996 à Atlanta d'un père britannique et d'une mère américaine. Durant son enfance, ses parents divorcent. De 2016 à 2018, elle travaille comme femme de ménage et est strip-teaseuse à Atlanta. Elle apprend à jouer de la guitare de manière autodidacte en regardant des tutoriels sur YouTube.

### Carrière
Le 28 septembre 2022, Ciara sort le single "Better Thangs", qui met en vedette Walker.  Le clip officiel, réalisé par Mia Barnes, a été créé en ligne le 30 septembre 2022.

## Discographie

### Album studio
- Over It (2019)
- Still Over it (2021)

### Mixtapes
- Last Day of Summer (2018)

### EPs
- Clear (2019)
- Life On Earth (2020)
- Clear 2- soft life (2023)